# Lilian Esoro
Lilian Esoro, née en février 1978 à Imo, est une actrice nigériane. Mondaine, elle est une personnalité médiatique et une femme d'affaires. Lilian Esoro reçoit le prix de la meilleure actrice dans une comédie aux Africa Magic Viewers' Choice Awards de 2013,.

## Biographie

### Enfance et Education
Esoro passe son enfance dans l'État de Lagos. Elle effectue des études en sciences politiques à l'université d'Abuja (en),.

### Carrière
En 2005, Esoro commence sa carrière d'actrice lorsqu'elle est choisie par son amie Bovi pour jouer un rôle dans le feuilleton Extended Family. Cependant, elle gagne en renommée en jouant le rôle de l'infirmière Abigail dans la série télévisée Clinic Matters,.
En 2013, dans la liste compilée par Vanguard, Esoro est classée parmi les dix meilleures nouvelles actrices de l'industrie cinématographique.

### Vie personnelle
En novembre 2015, elle épouse Ubi Franklin. Le couple divorce en janvier 2020.

## Filmographie

### Télévision
- Extended Family : Freida
- Tinsel[11]
- Clinic Matters : Nurse Abigail
- Taste of Love
- Colour of deceits

### Films
- 2013 : Strive
- 2013 : The Potter
- 2013 : The Next Door Neighbour
- 2013 : Secret Room
- 2015 : Fool's Paradise : Mildred
- 2015 : The Real Deal
- 2016 : Couple of Days : Cynthia
- 2016 : Meet the In-Laws : Ifeanyi
- 2018 : A Lot Like Love : Jasmine
- 2019 : Jumbled : Adaeze
- 2019 : Alter Date
- 2023 : Different Strokes
- 2023 : The Special Assistant
- 2024 : Casa De Novia